# جيهاي
جيهاي كيم، المعروفة بالإسم المستعار جيهاي (بالكورية: 지혜)‏ هي مغنية وممثلة كورية جنوبية. ولدت يوم 7 فبراير 1989 في سول في كوريا الجنوبية.

## روابط خارجية
- جيهاي على موقع IMDb (الإنجليزية)
- جيهاي على موقع ميوزك برينز (الإنجليزية)
- جيهاي على موقع قاعدة بيانات الفيلم (الإنجليزية)